# Swedish Open 2021 - Qualificazioni singolare maschile
Le qualificazioni del singolare del Swedish Open 2021 sono state un torneo di tennis preliminare per accedere alla fase finale della manifestazione. I vincitori dell'ultimo turno sono entrati di diritto nel tabellone principale. In caso di ritiro di uno o più giocatori aventi diritto, a questi sono subentrati i Lucky loser, ossia i giocatori che hanno perso nell'ultimo turno ma che avevano una classifica più alta rispetto agli altri partecipanti che avevano comunque perso nel turno finale.

## Teste di serie
1. Arthur Rinderknech (qualificato)
2. Andrej Martin (ultimo turno)
3. Francisco Cerúndolo (qualificato)
4. Dennis Novak (qualificato)

1. Henri Laaksonen (qualificato)
2. Marc-Andrea Hüsler (ultimo turno)
3. Blaž Rola (ultimo turno)
4. Thomas Fabbiano (ultimo turno)

### Qualificate
1. Arthur Rinderknech
2. Henri Laaksonen

1. Francisco Cerúndolo
2. Dennis Novak

## Tabellone

### Legenda
| - Q = Qualificato - WC = Wild card - LL = Lucky loser | - ALT = Alternate - SE = Special Exempt - PR = Protected Ranking | - w/o = Walkover - r = Ritirato - d = Squalificato |

### Sezione 1
|  | Primo turno | Primo turno          | Primo turno          | Primo turno | Primo turno |  |  | Ultimo turno | Ultimo turno       | Ultimo turno       | Ultimo turno | Ultimo turno |  |
|  |             |                      |                      |             |             |  |  |              |                    |                    |              |              |  |
|  | 1           | Arthur Rinderknech   | Arthur Rinderknech   | 6           | 7           |  |  |              |                    |                    |              |              |  |
|  |             | Oscar José Gutierrez | Oscar José Gutierrez | 4           | 5           |  |  | 1            | Arthur Rinderknech | Arthur Rinderknech | 6            | 6            |  |
|  |             | Markus Eriksson      | Markus Eriksson      | 6           | 4           |  |  | 8            | Thomas Fabbiano    | Thomas Fabbiano    | 3            | 2            |  |
|  | 8           | Thomas Fabbiano      | Thomas Fabbiano      | 7           | 6           |  |  |              |                    |                    |              |              |  |

### Sezione 2
|  | Primo turno | Primo turno      | Primo turno | Primo turno | Primo turno |  |  | Ultimo turno | Ultimo turno    | Ultimo turno | Ultimo turno | Ultimo turno |  |
|  |             |                  |             |             |             |  |  |              |                 |              |              |              |  |
|  | 2           | Andrej Martin    | 7           | 3           | 7           |  |  |              |                 |              |              |              |  |
|  |             | Andrea Vavassori | 6(0)        | 6           | 5           |  |  | 2            | Andrej Martin   | 7            | 3            | 4            |  |
|  |             | Yosuke Watanuki  | 7           | 5           | 5           |  |  | 5/Alt        | Henri Laaksonen | 5            | 6            | 6            |  |
|  | 5/Alt       | Henri Laaksonen  | 64          | 7           | 7           |  |  |              |                 |              |              |              |  |

### Sezione 3
|  | Primo turno | Primo turno         | Primo turno         | Primo turno | Primo turno |  |  | Ultimo turno | Ultimo turno        | Ultimo turno | Ultimo turno | Ultimo turno |  |
|  |             |                     |                     |             |             |  |  |              |                     |              |              |              |  |
|  | 3           | Francisco Cerúndolo | Francisco Cerúndolo | 6           | 6           |  |  |              |                     |              |              |              |  |
|  | WC          | Leo Borg            | Leo Borg            | 3           | 1           |  |  | 3            | Francisco Cerúndolo | 3            | 6            | 7            |  |
|  | WC          | Carl Söderlund      | 6                   | 2           | 0           |  |  | 7            | Blaž Rola           | 6            | 4            | 63           |  |
|  | 7           | Blaž Rola           | 4                   | 6           | 6           |  |  |              |                     |              |              |              |  |

### Sezione 4
|  | Primo turno | Primo turno        | Primo turno      | Primo turno | Primo turno |  |  | Ultimo turno | Ultimo turno       | Ultimo turno       | Ultimo turno | Ultimo turno |  |
|  |             |                    |                  |             |             |  |  |              |                    |                    |              |              |  |
|  | 4           | Dennis Novak       | Dennis Novak     | 6           | 6           |  |  |              |                    |                    |              |              |  |
|  |             | Viktor Durasovic   | Viktor Durasovic | 2           | 4           |  |  | 4            | Dennis Novak       | Dennis Novak       | 6            | 6            |  |
|  |             | Roberto Marcora    | 6                | 4           | 3           |  |  | 6            | Marc-Andrea Hüsler | Marc-Andrea Hüsler | 2            | 2            |  |
|  | 6           | Marc-Andrea Hüsler | 3                | 6           | 6           |  |  |              |                    |                    |              |              |  |